# Amanda Dudamel
Amanda Dudamel Newman (sinh ngày 19 tháng 10 năm 1999) là một nhà thiết kế thời trang, người mẫu và hoa hậu người Venezuela, cô đã đăng quang Hoa hậu Venezuela 2021. Cô đại diện cho Vùng Andina tại cuộc thi và đại diện cho Venezuela tại cuộc thi Hoa hậu Hoàn vũ 2022, nơi cô dành được danh hiệu Á hậu 1.

## Tiểu sử
Amanda Dudamel sinh ra ở Mérida, Mérida ở Venezuela. Cô ấy là con gái của cựu cầu thủ bóng đá người Venezuela Rafael Dudamel, sinh ra ở San Felipe, Venezuela, và Nahir Newman Torres, một nhà đại lý bất động sản người Venezuela, sinh ra ở Mérida, Mérida ở Venezuela.

## Các cuộc thi sắc đẹp

### Hoa hậu Venezuela 2021
Vào đêm chung kết Hoa hậu Venezuela 2021 được tổ chức vào ngày 28 tháng 10 năm 2021, Dudamel đã đăng quang ngôi vị Hoa hậu Venezuela 2021.

### Hoa hậu Hoàn vũ 2022
Với tư cách là Hoa hậu Venezuela 2021, Dudamel được quyền đại diện cho Venezuela tại Hoa hậu Hoàn vũ 2022. Cô về đích với thành tích Á hậu 1.